# Centericq
A Centericq egy azonnali üzenetküldő interfész, amely támogatja az ICQ, Yahoo!, AIM, MSN, IRC, Jabber, LiveJournal, és Gadu-Gadu protokollt. Segítségével küldhetsz, fogadhatsz és üzeneteket továbbíthatsz, URL-eket, SMS-eket (mindkettő az ICQ szerverén és e-mail átjáróján keresztül történik, amelyet a Mirabilis támogat), kapcsolatokat és e-mail üzeneteket küldhetsz, de a programnak ezenkívül még sok hasznos funkciója van. Működik Linuxon, FreeBSD-n, NetBSD-n, OpenBSD-n, Solarison, Windowson és Mac OS X/Darwin operációs rendszeren.
A CenterICQ-t Konstantin Klyagin írta és fejlesztette, aki sok egyéb ingyenes szoftvert is írt. 2007 novemberében a program honlapján közölték, hogy a CenterICQ "halott", nem fogják tovább fejleszteni.